# サル出血熱ウイルス
サル出血熱ウイルス（サルしゅっけつねつウイルス、英: Simian hemorrhagic fever virus, Simian haemorrhagic fever virus;SHFV）とはサルに対して高病原性を示すウイルスの1種。サル出血熱ウイルスはアルテリウイルス科に属するプラス一本鎖RNAウイルスである。

## 宿主
ミドリザル、ヒヒなどのサルでの蔓延は大きくないが、パタスモンキーでは50%がサル出血熱ウイルスに対する抗体を保有していることからパタスモンキーが自然宿主であると信じられている。マカク属ではサル出血熱ウイルスは高い致死率を示す急性で激烈な疾病を引き起こす（サル出血熱）。

## 症状
パタスモンキー、ミドリザル、ヒヒでは不顕性感染を起こすことがある。発症初期では発熱、顔面浮腫、チアノーゼ、食欲不振、メレナ、皮膚、皮下、眼球後方での出血が認められる。血小板減少症は早期に認められる。通常は発症から10-15日以内に死亡する。